# Semîhatka, Henicesk
Semîhatka (în ucraineană Семихатка) este un sat în comuna Cervonopraporne din raionul Henicesk, regiunea Herson, Ucraina.

## Demografie
Componența lingvistică a localității Semîhatka
     Ucraineană (71,66%)
     Rusă (9,27%)
     Alte limbi (0,18%)
Conform recensământului din 2001, majoritatea populației localității Semîhatka era vorbitoare de ucraineană (71,66%), existând în minoritate și vorbitori de rusă (9,27%).